# Sắp xếp chèn
Sắp xếp chèn (insertion sort) là một thuật toán sắp xếp bắt chước cách sắp xếp quân bài của những người chơi bài. Muốn sắp một bộ bài theo trật tự người chơi bài rút lần lượt từ quân thứ 2, so với các quân đứng trước nó để chèn vào vị trí thích hợp.

## Thuật toán
Cơ sở lập luận của sắp xếp chèn có thể mô tả như sau:
Xét danh sách con gồm k phần tử đầu {\displaystyle a_{1},...,a_{k}}. Với k = 1, danh sách gồm một phần tử đã được sắp. 
Giả sử trong danh sách k-1 phần tử đầu {\displaystyle a_{1},...,a_{k-1}} đã được sắp. Để sắp xếp phần tử {\displaystyle a_{k}=x} ta tìm vị trí thích hợp của nó trong dãy {\displaystyle a_{1},...,a_{k-1}}. Vị trí thích hợp đó là đứng trước phần tử lớn hơn nó và sau phần tử nhỏ hơn hoặc bằng nó.
| Các phần tử ≤x        | Các phần tử ≤x | Các phần tử ≤x          | Vị trí thích hợp | Các phần tử>x           | Các phần tử>x | Các phần tử>x           | Các phần tử chưa sắp    | Các phần tử chưa sắp | Các phần tử chưa sắp  |
| {\displaystyle a_{1}} | ...            | {\displaystyle a_{i-1}} | x                | {\displaystyle a_{i+1}} | ...           | {\displaystyle a_{k-1}} | {\displaystyle a_{k+1}} | ...                  | {\displaystyle a_{n}} |

## Ví dụ
Cho danh sách
| 1 | 3 | 7 | - | 6 | 4 | 2 | 5 |

Danh sách con gồm 3 phần tử bên trái 1,3,7 đã được sắp. Để tiếp tục sắp xếp phần tử thứ tư {\displaystyle a_{4}=6} vào danh sách con đó, ta tìm vị trí thích hợp của nó là sau 3 và trước 7.
| 1 | 3 | 6 | 7 | - | 4 | 2 | 5 |

Làm tiếp theo với {\displaystyle a_{5}=4} ta được
| 1 | 3 | 4 | 6 | 7 | - | 2 | 5 |

Làm tiếp theo với {\displaystyle a_{6}=2} ta được
| 1 | 2 | 3 | 4 | 6 | 7 | - | 5 |

Cuối cùng chèn {\displaystyle a_{7}=5}
| 1 | 2 | 3 | 4 | 5 | 6 | 7 | - |

## Giải thuật
- Danh sách a bắt đầu từ chỉ số 1 tới length

```
Procedure insert
 (
array
 a, 
int
 k, value) {
   
int
 i:= k-1;
  
while
 (i > 0 
and
 a[i] > value) {
    a[i+1]:= a[i];
    i:= i - 1;
  }
  a[i+1]:= value;
}
```

```
Procedure InsertSort
 (
array
 a, 
int
 length) {
  
int
 k:= 2;
  
while
 (k < length) {
    insert(a, k, a[k]);
    k:= k + 1;
  }
}
```

// Mã giả viết bằng ngôn ngữ C++
```
void 
InsertSort
 (int a[],int n)
{
    int t,j;
    for(int i=1;i<n;i++)
    {
       j=i-1;
       t=a[i];
       while(j >= 0 && t < a[j])
       {
           a[j+1]=a[j];
           j--;
       }
       a[j+1]=t; // Chèn
    }  
}
```

## Đánh giá
- Thuật toán sử dụng trung bình n2/4 phép so sánh và n2/4 lần hoán vị, n2/2 phép so sánh và n2/2 lần hoán vị trong trường hợp xấu nhất, n-1 phép so sánh và 0 lần hoán vị trong trường hợp tốt nhất.
- Thuật toán thích hợp đối với mảng đã được sắp xếp một phần hoặc mảng có kích thước nhỏ.

## Liên kết
- Binary Insertion Sort - Scoreboard Lưu trữ ngày 24 tháng 2 năm 2012 tại Wayback Machine – Complete Investigation and C Implementation – By JohnPaul Adamovsky
- Insertion Sort in C with demo Lưu trữ ngày 19 tháng 7 năm 2013 tại Wayback Machine - Insertion Sort in C with demo
- Insertion Sort - a comparison with other O(n^2) sorting algorithms
- Animated Sorting Algorithms: Insertion Sort – graphical demonstration and discussion of insertion sort
- Category:Insertion Sort - LiteratePrograms – implementations of insertion sort in various programming languages
- InsertionSort – colored, graphical Java applet that allows experimentation with the initial input and provides statistics
- Sorting Algorithms Demo Lưu trữ ngày 24 tháng 10 năm 2007 tại Wayback Machine – visual demonstrations of sorting algorithms (implemented in Java)
- Insertion sort illustrated explanation. Java and C++ implementations.